# Спрус-Пайн (Північна Кароліна)
Спрус-Пайн (англ. Spruce Pine) — місто (англ. town) в США, в окрузі Мітчелл штату Північна Кароліна. Населення — 2194 особи (2020).

## Географія
Спрус-Пайн розташований за координатами 35°54′50″ пн. ш. 82°4′11″ зх. д. / 35.91389° пн. ш. 82.06972° зх. д. (35.913785, -82.069849).  За даними Бюро перепису населення США в 2010 році місто мало площу 10,30 км², уся площа — суходіл.

## Демографія
Згідно з переписом 2010 року, у місті мешкало 2175 осіб у 868 домогосподарствах у складі 556 родин. Густота населення становила 211 осіб/км².  Було 1042 помешкання (101/км²).
Расовий склад населення:
| - 92,0 % — білих - 0,8 % — азіатів - 0,7 % — корінних американців - 0,4 % — чорних або афроамериканців - 4,9 % — осіб інших рас |

До двох чи більше рас належало 1,1 %. Частка іспаномовних становила 7,6 % від усіх жителів.
За віковим діапазоном населення розподілялося таким чином: 22,5 % — особи молодші 18 років, 57,2 % — особи у віці 18—64 років, 20,3 % — особи у віці 65 років та старші. Медіана віку мешканця становила 42,5 року. На 100 осіб жіночої статі у місті припадало 88,1 чоловіків;  на 100 жінок у віці від 18 років та старших — 81,8 чоловіків також старших 18 років.
Середній дохід на одне домашнє господарство  становив 45 079 доларів США (медіана — 31 301), а середній дохід на одну сім'ю — 60 675 доларів (медіана — 47 639). Медіана доходів становила 31 389 доларів для чоловіків та 36 731 долар для жінок. За межею бідності перебувало 26,5 % осіб, у тому числі 37,4 % дітей у віці до 18 років та 18,0 % осіб у віці 65 років та старших.
Цивільне працевлаштоване населення становило 1033 особи. Основні галузі зайнятості: освіта, охорона здоров'я та соціальна допомога — 23,0 %, роздрібна торгівля — 13,8 %, виробництво — 11,9 %.